# Grünstadter Berg
Der Grünstadter Berg ist ein 336,7 m ü. NHN hoher Berg des Alzeyer Hügellandes. Als Hausberg von Grünstadt liegt er im rheinland-pfälzischen Landkreis Bad Dürkheim. Seine tertiären Kalksteine werden dem Mainzer Becken zugerechnet.
Auf topographischen Karten ist der Berg meistens als Gemeindeberg eingezeichnet. Dieser Name wird auch in der Debatte um die Errichtung eines Windparks auf dem zentralen Teil des Bergs, an der Grenze von Grünstadt zu Ebertsheim, ausschließlich verwendet. In der Bevölkerung und bei Naturschutzorganisationen wird hingegen meistens der jüngere Begriff verwendet.

## Geographie

### Lage
Der Grünstadter Berg erhebt sich im Nordnordosten des Naturparks Pfälzerwald im Leiningerland. Sein Gipfel liegt 900 m nordwestlich von Neuleiningen, 2,7 km südöstlich von Ebertsheim und 3,2 km südwestlich von Grünstadt. Nördlich vorbei fließt der Eisbach und südlich der Eckbach. Der Berg ist in Südwest-Nordost-Richtung etwa 5 km lang.

### Naturräumliche Zuordnung
Der Grünstadter Berg gehört in der naturräumlichen Haupteinheitengruppe Nördliches Oberrheintiefland (Nr. 22), in der Haupteinheit Rheinhessisches Tafel- und Hügelland (227) und in der Untereinheit Alzeyer Hügelland (227.4) zum Südteil des Naturraums Göllheimer Hügelland (227.42). Im Westen schließt sich die Untereinheit Eisenberger Becken (227.6) und etwas entfernt im Nordosten als Teil der Untereinheit Pfrimmgebiet (227.5) der Naturraum Unteres Pfrimmhügelland (227.51) an. Nach Süden fällt die Landschaft in den Naturraum Leininger Sporn (170.03) ab, der in der Haupteinheitengruppe Haardtgebirge (17) und in der Haupteinheit Pfälzerwald (170) zur Untereinheit Unterer Pfälzer Wald (170.0) zählt. Nach Südwesten leitet sie in die Untereinheit Unterhaardt (220.0) über, die zur Haupteinheit Haardtrand (220) gehört.

### Berghöhe, Gipfel und Fluren
Der Grünstadter Berg war laut dem topographischen Kartendienst des Landschaftsinformationssystems der Naturschutzverwaltung Rheinland-Pfalz 337 m (⊙) hoch; sein Gipfel wurde im Rahmen eines Steinbruchs abgetragen. Der aktuelle Gipfel (⊙) liegt mit 336,7 m Höhe in der Flur Bitternell. Nahe dem ehemaligen Berggipfel befindet sich westlich des Steinbruchs in der Flur Auf der Platte – nahe der im Kartendienst ersichtlichen obersten Höhenlinie von 336,25 m – eine noch etwa 336 m hohe Stelle (⊙). Sie liegen alle im Gemeindegebiet Neuleiningens. In dem Kartendienst ist außerdem im Gebiet von Grünstadt an den Fluren Eichenwäldchen und Haselhecke – im Bereich, an dem auf Karten der Name Gemeindeberg eingezeichnet ist – eine 327,3 m (⊙) hohe Stelle zu finden.
Der Berg weist unter anderem diese Flurbezeichnungen (alphabetisch sortiert) auf: Auf der Platte, Am Sonnenberg, Bitternell, Im Eichenwäldchen (mit dem Eichenwäldchen), Enzianwiese, Gemeindeberg, Haselhecke, Husarengewanne, Im Hohen Rech (Naturschutzgebiet Im Hohen Rech-Mandelhohl) und Wolfstal.
Es befindet sich dort auch ein als Naturdenkmal eingestuftes Wäldchen mit alter Viehtränke, genannt „Sautränke Grünstadt“.
Nach Südwesten, oberhalb von Sausenheim fließt der recht ergiebige Queckbrunnen, von dem im 19. Jahrhundert eine Wasserleitung zur Steingutfabrik Grünstadt führte. Nahe dabei gibt es eine Kliffformation mit der für hiesige Verhältnisse relativ großen Fuchshöhle. 

## Natur

### Schutzgebiete
Am Nordostrand des Grünstadter Bergs liegt das Naturschutzgebiet Haardtrand - Im hohen Rech (CDDA-Nr. 163452; 1990 ausgewiesen; 22,62 ha groß). Auf ihm befinden sich Teile des Fauna-Flora-Habitat-Gebiets Kalkmagerrasen zwischen Ebertsheim und Grünstadt (FFH-Nr. 6414-301; 3,95 km²) und solche des Vogelschutzgebiets Haardtrand (VSG-Nr. 6514-401; 147,28 km²).

### Flora
Auf dem Grünstadter Berg finden sich submediterran-kontinental geprägte Trockenrasen. Seine reichhaltige Flora weist unter anderem Bleiches Hornkraut, Stinkende Nieswurz und Rundblättriges Hasenohr auf. Sie wurde vor allem durch Studien und Geländearbeiten des Grünstadter Naturkundlers Oskar Sommer bekannt, der unter anderem die Ergebnisse seiner feldbiologischen Beobachtungen in seinen Büchern veröffentlichte und so einem größeren Publikum bekannt machte.

## Energiepolitische Kontroverse zur Windkrafterzeugung
Der Gemeindeberg bzw. die Kontroverse um die Auslegung des Gemeindeberges als Vorranggebiet zur Windenergiegewinnung wird in der Lokal- und Regionalpresse immer wieder thematisiert. Hintergrund der Auseinandersetzung ist der Wunsch der Gemeinde Ebertsheim auf dem Gemeindeberg einen Windenergiepark anzulegen. Die Kreisverwaltung des Landkreises Bad Dürkheim möchte dieses Anliegen jedoch unterbinden, sodass die Gemeinde Ebertsheim beabsichtigt, gegen diese Entscheidung Rechtsmittel einzulegen. Eine Abbildung der potentiellen Windkraftflächen auf dem Gemeindeberg befindet sich auf der Seite 58 (Abbildung 36) des Energie und Klimakonzeptes Grünstadt vom Februar 2013.

## Aussicht
Das Gipfelplateau des Grünstadter Bergs bietet in praktisch jede Richtung sehr weitreichende Aussicht:

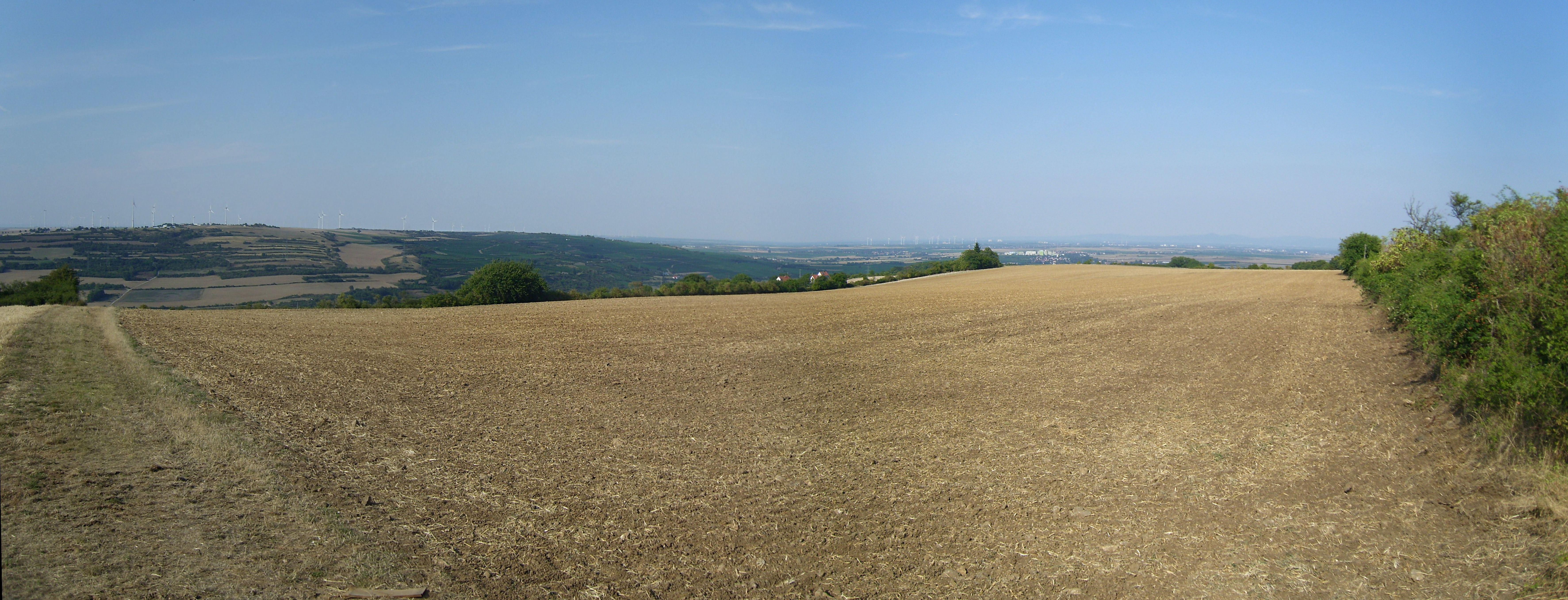
Blick auf die Rheinebene und den Odenwald mit Melibocus und Felsberg (rechts im fernen Hintergrund als Doppelkuppe);
rechts der Mitte im Hintergrund das AKW Biblis, links, hinter dem Eisbachtal, der Gerstenberg (bis 317 m); im Vordergrund der Weiler Sieghof.

- nach Süden bis Westen zum Pfälzerwald mit (u. a.)
  - Fernmeldeturm Weilerskopf (auf 478 m; 6,5 km entfernt)
  - Leuchtenberg (491,5 m; 9 km)
- nach Nordwesten zum Nordpfälzer Bergland mit dem
  - Donnersberg (687 m; 18 km)
- nach Nordnordwesten auf den Hunsrück mit dem
  - Hochsteinchen (648 m; 58 km)
- Nach Norden zum Hohen Taunus mit
  - Großer Feldberg (878 m; 80 km)
  - Altkönig (789 m; 78 km)
- nach Nordnordosten zum Vogelsberg mit dem
  - Taufstein (773 m; 134 km)
- nach Nordosten bis Ostsüdosten zum Odenwald mit
  - Melibocus (517 m; 41 km)
  - Felsberg (514 m; 45 km)
  - Königstuhl (568 m; 46 km)
- nach Südsüdost zum Schwarzwald mit
  - Langmartskopf (942 m; 92 km)